# Frank Wedekind
Frank Wedekind, s polnim imenom Benjamin Franklin Wedekind, nemški dramatik, * 24. julij 1864, Hannover, † 9. marec 1918, München.
Njegova dela so imela velik vpliv na razvoj epskega gledališča.

## Življenje
Wedekind, ki spada v družino Wedekind zur Horst, je od leta 1872 odraščal v Lenzburgu v Švici. Njegov oče, upokojeni ginekolog, dr. med. Friedrich Wilhelm Wedekind, se je iz protesta proti na novo ustanovljenmi prusko-nemški monarhiji s svojo družino preselil tja. Že prej je po ponesrečeni marčevski revoluciji 1848/49 odpotoval v San Francisco, kjer se je poročil z Emilijo Kammerer. Ona je bila hči Friedericha Kammererja, izumitelja vžigalic.  
Leta 1864 se je vrnil v Nemčijo in leta 1872 kupil grad Lenzburg v Švici v kantonu Aargau – njegov sin Frank je tam preživel svoje mladost. Od jeseni 1872 je Frank obiskoval Občinsko deško šolo v Lenzburgu. 1879 je presedlal na Kantonsko šolo v Aarau. Tukaj je skupaj z W. Laué-jem, A. Vögtlinom in O. Schiblerjem ustanovil Društvo pesnikov »Senatus Poeticus«. Za njegovo sestro Emilie je napisal otroški ep »Der Hänseken«, ki je bil opremljen z risbami brata Armina (prvič izdan 1896). Po maturi leta 1884 je začel študij nemške in francoske književnosti na Univerzi Lausanne. Še istega leta se je prepisal na študij prava v München. Tudi ta študij je prekinil. Frank Wedekind je med drugim delal kot novinar, vodja marketinškega oddelka pri podjetju Maggi in kot tajnik. Poleti 1888 je spet začel s študijem prava, tokrat v Zürichu. oktobra tega leta je umrl njegov oče, ki mu je zapustil precejšnjo dediščino. Le-ta je Franku omogočala finančno neodvisnost, tako da se je lahko posvečal pisateljskemu delu. Študij je spet prekinil.  
Leta 1889 se je preselil v München, tam je spoznal pisatelja Otta Juliusa Bierbauma. L. 1891 se je preselil v Pariz, potem je bival tudi v Švici, v Londonu in Berlinu. L. 1896 je šel nazaj v München, kjer je sodeloval pri ustanovitvi satirične revije »Simplicissimus«, v kateri je objavljal svoja dela pod različnimi psevdonimi. Ko je njegova satirična pesem o cesarju Wilhelmu II. postala zelo znana, je bil prisiljen zbežati v Pariz. Ko se je leta 1899 vrnil v Nemčijo, so ga zaradi »razžalitve Negovega veličanstva« obsodili na 6 mesecev zapora. 1901/02 je sodeloval v münchenškem kabaretu »Die Elf Scharfrichter«, tam je pel lastne skladbe ob spremljavi kitare.  
Wedekind je nastopal tudi kot igralec v svojih lastnih delih. Pisal je predvsem proti meščanstvu in njihovi navidezni morali.  
Z igralko Tilly Newes je imel dve hčerki, Pamelo in Kadidjo. Plod ljubezenske afere s Frido Strindberg, ženo Avgusta Strindberga, je bil sin Friedrich Strindberg. Wedenkinda so pokopali na pokopališču »Waldfriedhof in München« (stari del, grob št. 17-W-88). Njegov pogreb, ki so se ga udeležili mnogi književniki (med drugim tudi Bertolt Brecht) in dame iz bordelov, je postal velik škandal.  
Zapuščina Franka Wedekinda se nahaja v »Monacensia Literaturarchiv« mesta München.  
Njegovi drami »Erdgeist« in »Die Büchse der Pandora« sta osnova za opero »Lulu« Albana Berga in za nemi film »Die Büchse der Pandora« Georga Wilhelma Pabsta (Nemčija, 1929).  
Lik Lulu v Wedekindovem delu je pri piscih scenarijev zelo priljubljen. Navdihnjenost s tem likom se čuti v nekaj filmih, npr. »Lulu on the Bridge« (1998), »Something Wild« (1986) in »The Fine Art of Love« (2005). Njegovo najbolj znano odersko delo »Frühlings Erwachen« je bilo konec leta 2006 v glasbeni predelavi uspešno uprizorjeno na newyorškem Broadwayu (v gledališču Eugene O'Neill Theatre).  
Razlog za večkratno cenzuro (prepoved) Wedekindovih del je bila odkrita spolnost v vsebini. Tako vsebuje »Frühlings Erwachen« sadomazohistične motive: Ilse posili več moških, Wendla roti Melchiorja za udarce s šibo in tudi Hänschenovi pogovori s sliko gole ženske jasno kažejo sadomazohistično naravnanost. Ta drama je šele zelo pozno doživela kompletno uprizoritev, njene uprizoritve so bile vedno znova prepovedane. »Die Büchse der Pandora« in »Der Erdgeist« nakazujejo na FemDom motive.

## Izbor del
- Otroci in norci (Kinder und Narren), drama (1890; EA 1891. Kasnejši naslov: Mladi svet (Die junge Welt))
- Pomladno prebujenje (Frühlings Erwachen), Drama (1891; uprizoritev: 1906; slo. 1935)
- Ljubezenski napoj (Der Liebestrank), drama (1891; EA: 1899. Späterer Titel: Fritz Schwigerling)
- Zemeljski duh (Erdgeist), drama (1895)
- Kneginja Rusalka (Die Fürstin Russalka), pesmi, pripovedi, pantomime (1897)
- Komorni pevec (Der Kammersänger), drama (1897; EA: 1899)
- Markiz iz Keitha (Marquis von Keith), drama (1901)
- Takšno je življenje (So ist das Leben), drama (1902. Kasnejši naslov: Kralj Nikolo ali takšno je življenje (König Nicolo oder So ist das Leben)
- Mine-Haha, fragment romana (1903)
- Pandorina Skrinjica (Die Büchse der Pandora), drama (1904)
- Mrtvečev ples (Totentanz), drama (1905. Kasnejši naslov: Smrt in hudič (Tod und Teufel))
- Die vier Jahreszeiten, Gedichte (1905)
- Glasba (Musik), drama (1907)
- Cenzura (Die Zensur), drama (1907/08)
- Oaha, drama (1908. Kasnejši naslov: Pavliha Till (Till Eulenspiegel))
- Kamen modrecev (Der Stein der Weisen), enodejanka (1909)
- Franziska, drama (1911)
- Bismarck, drama (1914/15)
- Heraklej (Herakles), dramatična pesnitev (1916/17)
- Pesmi lutnje (Lautenlieder) (1920)